# Sematophyllum brevi-cuspidatum
Sematophyllum brevi-cuspidatum là một loài rêu trong họ Sematophyllaceae. Loài này được (Mitt.) Mitt. mô tả khoa học đầu tiên năm 1873.